# Yōrō
Yōrō (japanska: 養老町?, Yōrō-chō) är en landskommun (köping) i Gifu prefektur i Japan. 